# Marzena Bergmann
Marzena Bergmann (ur. 1975 w Mrągowie) – polska aktorka teatralna, filmowa i telewizyjna, także reżyser teatralna. Od 2002 występuje w olsztyńskim Teatrze im. Stefana Jaracza.
Studiowała w warszawskiej Akademii Teatralnej, którą ukończyła w 1999. Po studiach przez krótki okres występowała w warszawskich teatrach: Ateneum i Dramatycznym.

## Spektakle teatralne (wybór)

### Role
- 1998 – Marchołt jako Kasia (reż. Anna Seniuk)
- 1999 – Iwanow jako Marfa Jegorowna Babakina (reż. Mateusz Bednarkiewicz)
- 2003 – Motyle są wolne jako Jill (reż. Bartłomiej Wyszomirski)
- 2004 – Ślub jako dama (reż. Andrzej Pawłowski)
- 2004 – Podróż do Wenecji jako Viviann Sunde (reż. Józef Skwark)
- 2004 – Mrożek pieszo jako dziewczyna (reż. Janusz Kijowski)
- 2005 – Książę i żebrak, czyli wirus... jako lady Joanna (reż. Czesław Sieńko)
- 2005 – Paragraf 22 jako siostra Duckett (reż. Tomasz Obara)
- 2005 – Baby pruskie jako Anna – nauczycielka (reż. Szczepan Szczykno)
- 2006 – Milczenie jako Susan (reż. Julia Wernio)
- 2006 – Pułapka jako Ottla (reż. J. Wernio)
- 2007 – Pokojówki jako pani (reż. Katarzyna Raduszyńska)
- 2007 – Ich czworo jako panna Mania (reż. Giovanny Castellanos)
- 2008 – W domu jako Norma (reż. Monika Powalisz)
- 2009 – Wesele u drobnomieszczan jako kobieta (reż. Giovanny Castellanos)
- 2013  – Kariera Nikodema Dyzmy jako Nina Ponimirska (reż. Michał Kotański)[1]
- 2016 – Upadłe anioły jako Jane Banbury (reż. Julia Wernio)

#### Teatr Telewizji
- 1998 – Perła jako Dworka (reż. Piotr Mikucki)

### Prace reżyserskie
- 2004 – Podróż do Wenecji (reż. J. Skwark) – asystentka reżysera
- 2004 – Mrożek pieszo (reż. J. Kijowski) – asystentka reżysera
- 2005 – Książę i żebrak, czyli wirus... (reż. C. Sieńko) – asystentka reżysera
- 2005 – Merylin Mongoł – reżyseria
- 2005 – Paragraf 22 (reż. Tomasz Obara) – asystentka reżysera

## Filmografia

### Filmy
- 2002 – Chopin. Pragnienie miłości
- 2002 – Po

### Seriale telewizyjne
- 2001 – Na dobre i na złe jako Kasia, wnuczka Marii Makuchowej
- 2001 – Miasteczko jako ekspedientka w sklepie z garniturami
- 2001 – Klan jako pracownica Banku Północnego, sekretarka Jacka Boreckiego
- 2003 – Pogoda na jutro
- 2003 – Kasia i Tomek jako uczestniczka wycieczki i pracownica
- 2003 – Samo życie jako recepcjonistka w redakcji gazety „Samo Życie”
- 2005 – Pensjonat pod Różą jako Irka, koleżanka Kingi
- 2009 – Przystań jako Magda Walicka (odc. 8)
- 2021 – BrzydUla 2 jako terapeutka

## Odznaczenia
- Brązowy Krzyż Zasługi (2025)[2]